# Haslach an der Mühl
Haslach an der Mühl – gmina targowa w Austrii, w kraju związkowym Górna Austria, w powiecie Rohrbach. Liczy 2522 mieszkańców (1 stycznia 2015).